# Дрізд кордильєрський
Дрізд кордильєрський (Turdus fulviventris) — вид горобцеподібних птахів родини дроздових (Turdidae). Мешкає в Андах.

## Опис

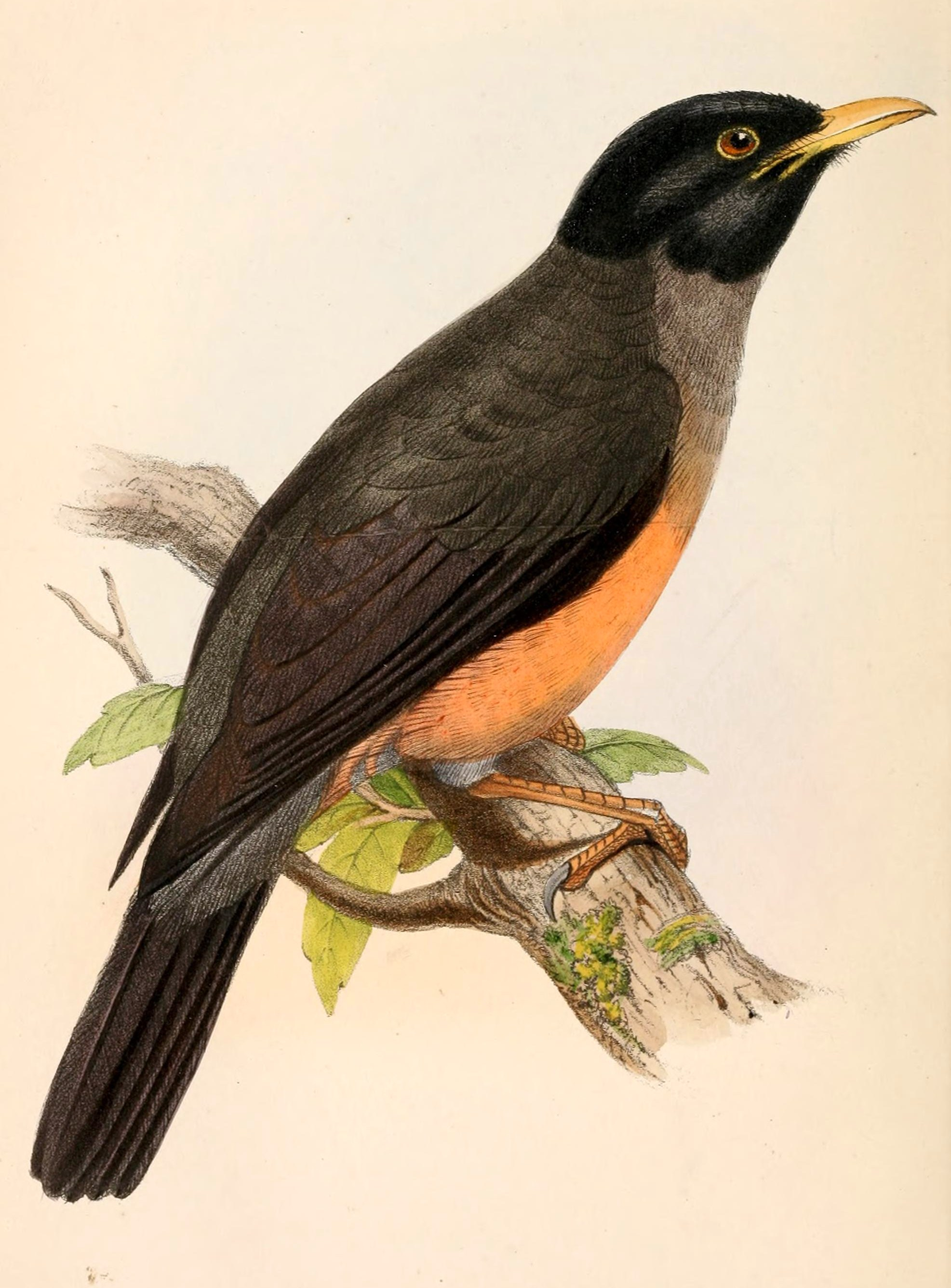
Кордильєрський дрізд

Довжина птаха становить 25 см. У самців голова і горло чорні, горло поцятковане білими смужками. Спина темно-сіра. крила і хвіст більш темні. Верхня частина грудей блідо-сіра, нижня частина грудей і живіт руді. Дзьоб жовтий, навколо очей оранжеві кільця. Лапи тьмяно-жовті. Самиці мають більш тьмяне забарвлення.

## Поширення і екологія
Кордильєрські дрозди мешкають у Венесуелі (Кордильєра-де-Мерида), Колумбії (зокрема в горах Сьєрра-де-Періха), Еквадорі і північному Перу (Кахамарка). Вони живуть в кронах вологих гірських тропічних лісів Анд і на узліссях. Зустрічаються поодинці або парами, переважно на висоті від 1300 до 2700 м над рівнем моря. Не приєднуються до змішаних зграй птахів.